# ماتارا
ماتارا (به لاتین: Matara, Sri Lanka) یک منطقهٔ مسکونی در سری‌لانکا است که در استان جنوبی (سری‌لانکا) واقع شده‌است.

## خصوصیات
ماتارا ۱۳ کیلومترمربع مساحت و ۸۳۱٬۰۰۰ نفر جمعیت دارد و ۲ متر بالاتر از سطح دریا واقع شده‌است.